# ひと美
ひと美（ひとみ、1967年2月15日 - ）は、日本の女性声優。賢プロダクション所属。
大阪府出身。夫は同じく声優の一条和矢。

## 人物
2012年10月、竹間千ノ美やキドカヲルと共に「MiMiRu-☆」というユニットを結成し、自主制作CDのリリース、ステージ、ネットラジオなどの活動をしている。

## 出演
太字はメインキャラクター。

### テレビアニメ
1996年
- こどものおもちゃ（ユリ）
- 勇者指令ダグオン（放送部員）
- 逮捕しちゃうぞ（ジョディ）

1998年
- LET'S ぬぷぬぷっ（大森カズ美）

1999年
- パパと踊ろう（葉子）
- 日本一の男の魂 - 2シリーズ

2001年
- 爆転シュート ベイブレード（少年B、筑波）
- HAND MAID メイ（赤ちゃん）
- はじめの一歩（子供）

2002年
- わがまま☆フェアリー ミルモでポン!（2002年 - 2005年、日高安純、ゴロー、ミチル、ともこ姉さん、住田ゆか）- 4シリーズ

2003年
- 電光超特急ヒカリアン（理穂）
- 君が望む永遠（星乃文緒）

2004年
- 月は東に日は西に 〜Operation Sanctuary〜（橘ちひろ）
- 爆裂天使（ミカ）

2005年
- まじかるカナン（ツユハ）
- エレメンタル ジェレイド（ココウェット / チコーリア・コル・ウェットヴィ、司会者）
- SHUFFLE!（2005年 - 2007年、プリムラ）- 2シリーズ

2006年
- はぴねす!（御薙鈴莉）

2007年
- この青空に約束を―〜ようこそつぐみ寮へ〜（藤村静）

2008年
- 君が主で執事が俺で（上杉美鳩）
- 恋姫†無双（2008年 - 2010年、孫尚香）- 2シリーズ

2011年
- 真剣で私に恋しなさい!!（榊原小雪、雪広）

2012年
- レゴ ニンジャゴー 〜スピン術バトルの使い手〜（2012年 - 2018年、ミサコ、ピクサル）
- レゴ フレンズ 〜ともだちキラキラ!ものがたり〜（2012年 - 2018年、ソフィー、リヴィ、レイシー）

2013年
- D.C.III 〜ダ・カーポIII〜（さくら、芳乃さくら）
- DD北斗の拳（無駄に色っぽいお母さん）

2023年
- デキる猫は今日も憂鬱（街の人々）

### OVA
1995年
- 心の声が聞える（エリコ）※教育ビデオ

1996年
- ボンバーマン 勇気をありがとう 私が耳になる※福祉映画

2006年
- 君が望む永遠〜Next Season〜（星乃文緒）
- _summer（天野千輪）

2007年
- はぴねす! アニメ特別編「渡良瀬準の華麗なる一日」（御薙鈴莉）※PS2ゲーム『はぴねす! でらっくす』初回限定版同梱特典

2009年
- 恋姫†無双 OVAシリーズ（2009年 - 2011年、孫尚香）- 3作品

2011年
- Carnival Phantasm（遠野秋葉）

2014年
- およめさまHONEYDAYS（春奈）

### Webアニメ
- あゆまゆ劇場（2006年、星乃文緒、珠瀬壬姫）

### ゲーム
1996年
- アポなしギャルズ お・り・ん・ぽ・す（ゴルゴーン）

1997年
- AnEarth Fantasy Stories THE FIRST VOLUME（娼婦ユキ）
- ムーンライトシンドローム（冬葉ルミ）
- ハイブリッドエンジェル（前田玖珠美、元山貴久枝）

1998年
- ザ・ファミレス～史上最強のメニュー～

2002年
- ELYSION 〜永遠のサンクチュアリ〜（2002年 - 2003年、フローリィ）- DC版、PS2版
- 水夏〜SUIKA〜（上代萌）
- WATER SUMMER（上代萌）
- 電車でGO! プロフェッショナル2（鉄ちゃん）

2003年
- テネレッツァ（ロロ）
- わがまま☆フェアリー ミルモでポン! ミルモの魔法学校ものがたり（日高安純）
- わがまま☆フェアリー ミルモでポン! 対戦まほうだま（日高安純）
- オイラは番台 〜平作&健太の夢物語〜（川島優香、大石景子）

2004年
- 水月 〜迷心〜（大和鈴蘭）
- 月は東に日は西に 〜Operation Sanctuary〜（橘ちひろ、渋垣英理）
- MELTY BLOOD シリーズ（2004年 - 2010年、遠野秋葉、ネコアルク） - 4作品
- ラクガキ王国2 魔王城の戦い（パレット、王妃、チクリドリ）

2005年
- アラジン2エボリューション（ローズ）
- エレメンタル ジェレイド-纏え、翠風の剣-（ココウェット / チコーリア・コル・ウェットヴィ、司会者）
- この晴れた空の下で（プリシラ、ヨツバ）
- SHUFFLE! ON THE STAGE（プリムラ）
- わがまま☆フェアリー ミルモでポン! どきどきメモリアルパニック（日高安純）

2006年
- eXceed2nd-VAMPIRE-（ブリュンヒルデ）
- Gift -prism-（野々村美凪、畑中部長）
- BLOOD+ ONE NIGHT KISS（並河ミチル）
- マブラヴ（全年齢版）（珠瀬壬姫）
- マブラヴ オルタネイティヴ（全年齢版）（珠瀬壬姫）

2007年
- アラジンデスティニー（ローズ）
- この青空に約束を― -melody of the sun and sea-（藤村静）
- eXceed3rd-JADE PENETRATE-（ギー）
- 体感魔法少女 マジっすか!?（2007年 - 2008年、佐野下神楽） - 2作品
- はぴねす! でらっくす（御薙鈴莉）

2008年
- 君が主で執事が俺で お仕え日記（2008年 - 2012年、上杉美鳩） - 2作品
- シークレットゲーム -KILLER QUEEN-（色条優希）
- ZODIAC-前編- / -後編-（赤星音子） - 2作品
- 恋姫†夢想 〜ドキッ☆乙女だらけの三国志演義〜（孫尚香）※旧パートのみ。新規パートは氷青が担当
- 水月〜Portable〜（大和鈴蘭）

2009年
- eXceed3rd-JADE PENETRATE-BLACK PACKAGE（ギー）
- Sweet HoneyComing（下柳港）
- 桃華月憚 -光風の陵王-（御堂寧々）
- Really? Really! リアリアDS（プリムラ、芙蓉紅葉）

2010年
- 加奈 〜いもうと〜（近藤美樹）
- シークレットゲーム PORTABLE（色条優希）
- トウィンクル クイーン（時田ユキ）
- 真・恋姫†夢想〜乙女繚乱☆三国志演義〜 呉編（孫尚香）

2012年
- D.C.III 〜ダ・カーポIII〜（謎の女性、さくら）
- 東京バベル（ケルベロス）
- 真剣で私に恋しなさい!!R（榊原小雪）
- 真・恋姫†夢想 〜乙女対戦★三国志演義〜（孫尚香）

2013年
- 神撃のバハムート（リリエル）
- Z/X 絶界の聖戦（クロエ）
- リベリオンズ Secret Game 2nd Stage（粕谷瞳）

2014年
- 恋姫†演武（孫尚香）
- もっと姉、ちゃんとしようよっ! +PLUS（織部静）

2015年
- モンスターハンター エクスプロア（アビゲイル）

2016年
- あんさんぶるガールズ!!（円城寺れいか）
- Shadowverse（天馬のエルフ、天弓の天使・リリエル）
- PriministAr -プライミニスター-（幽霊）

2018年
- スーパーロボット大戦X-Ω（珠瀬壬姫）

2019年
- 蒼藍の誓い ブルーオース（那珂、夕立）

2020年
- 恋する乙女と守護の楯 Re:boot The "SHIELD-9"（新城鞠奈）- PS4 / Nintendo Switch版

2022年
- やまとまほろば地魂これくしょん（安房、和泉）※ブラウザゲーム

### パチスロ
- 麻雀物語〜麗しのテンパイ乙女〜（2012年、ミドリ）
- 麻雀物語3 役満乱舞の究極大戦（2015年、マリア・エリザベス）

### 吹き替え
- 決戦・紫禁城（2000年）
- ザ・サバイバー
- X-ファイルセカンド

### ラジオ
※はインターネット配信。
- 潮風放送局〜みなとSTATIONらじお〜君が主で執事が俺で編〜（ゲスト出演あり、2009年、第43回・第44回パーソナリティー伊藤静の代役）
- 軽茶しんどろ〜む（2009年 - 2010年、Voice・Love・Network。2010年 - 、音泉※）
- MiMiRu-☆らじお（2012年10月 - 2013年1月）
- MiMiRu-☆らじおS（2013年2月 - 2014年8月）
- MiMiRu-☆らじおR（2013年10月 - 2014年1月）
- Hyper!MiMiRu-☆らじお（？年）

### CD

#### ドラマCD
2002年
- ドラマCD 水夏〜SUIKA〜 第2章 -白河さやか-（上代萌）
- ミルモでポン! ちゃお25周年記念CD「ラブラブ遊園地パニック」（日高安純）※非売品

2003年
- MELTY BLOOD ORIGINAL SOUND TRACK PROMISED DAWN（遠野秋葉の戦闘ボイス）
- わがまま☆フェアリー ミルモでポン! ちょっとすてきな物語り〜冬編〜（日高安純）
  - ちゃお400号記念CD ミルモでポン!「ミルモ、真夏の忘れ物」（日高安純）※非売品

2004年
- SHUFFLE! オリジナルドラマシリーズ FILE.01、03、05（プリムラ）
- TVアニメーション「月は東に日は西に〜Operation Sanctuary〜」サウンドトラック&ミニドラマ（橘ちひろ）
- ドラマCD「TVアニメーション版 月は東に日は西に」全3巻（橘ちひろ）

2005年
- ドラマCD 水月—夢雫— 全三章（大和鈴蘭）
- ドラマCD 秋桜の空に 第6巻「虹空の初子」（紀藤姫子）

2006年
- ドラマCD アルトネリコ（ナレーション、巫女）
- シャッフル! オン・ザ・ステージ CDドラマvol.1、2（プリムラ）
- OVA「_summer」ドラマCD プロローグ編（天野千輪）
- プリンセスうぃっちぃず ハイ☆ぱ〜ドラマCD（春日かれん）

2007年
- アーネンエルベの一日（遠野秋葉）
- 君が主で執事が俺で ドラマCD（上杉美鳩）
- SHUFFLE! MEMORIES オリジナルドラマCD 楓編、リシアンサス編（プリムラ）

2008年
- 君が主で執事が俺で スペシャルドラマCD（上杉美鳩）※『月刊コンプエース』2008年4月号

2009年
- MELTY BLOOD（遠野秋葉）
  - Ladies in the water ※『月刊コンプエース』2009年10月号付録
  - 路地裏ピラミッドナイト ※TYPE-MOONエース VOL.3付録

- G線上の魔王 サウンドドラマ〜償いの章〜 全二巻（時田ユキ）

2010年
- 装甲悪鬼村正〜妖甲秘聞〜（二世村正）
- EREMENTAR GERAD The original（ココウェット）※単行本18巻付属ドラマCD

2011年
- TYPE-MOON10周年記念ドラマCD「イリヤエ・ロボマエ」（遠野秋葉）※『月刊コンプエース』2011年12月号付録
- いつも心にヒーローを（？）

2012年
- 占い八百屋（？）
- メロドラマ2（真鍋唯子）
- 魔女っ娘戦隊MiMiRu-☆vol,1 - 4（2012年 - 2016年、MiMiRu-☆キャット / ひとみ）

2013年
- P.B.LオリジナルドラマCD オレ達が勇者さま!?（キルシェ）

2014年
- 月虹歌劇団 2nd Stage ドラマ＆ボーカルCD 恋文〜LoveLetter〜

2015年
- 月虹歌劇団 3rd Stage ドラマ＆ボーカルCD 歌姫〜Diva〜
- D.C.III Side Stories 第3話「さくらの願いと素敵な笹」（芳乃さくら）

2016年
- ドラマCD「ずっと一緒だよ…」（山本彩音）

#### ラジオCD・トークCD
時期不明
- MiMiRu-☆らじお総集編
- MiMiRu-☆らじおS&R総集編

2005年
- はにはにラジオ Vol.1 - 6（第5・11・18・23・30・34回ゲスト、2005年 - 2006年）
- キャラジオCD SHUFFLE! バーベナ学園放送部vol.3（12月7日）

2006年
- ぱじゃまラジオ プリッちラジオ vol.1、2（2006年 - 2007年）

2007年
- 潮風放送局 みなとラジオCD #1、2（2007年 - 2008年）

2009年
- みなとStationらじおCD #4、5、6、公開録音スペシャル（2009年 - 2010年）

2011年
- ＜音泉＞スペシャルCD 2011夏、冬（8月、12月）

2012年
- ラジオCD「東京バベル パンドラ放送部」（第4回ゲスト、8月）
- ＜音泉＞スペシャルCD 2012夏、冬（8月、12月）

2013年
- ラジオ収録ごっこ、じゃなくて、ホント!!
- ＜音泉＞スペシャルCD 2013夏、冬（8月、12月）

2014年
- ＜音泉＞スペシャルCD 2014夏、冬（8月、12月）

2015年
- ユニット仲良く数珠つなぎ
- ＜音泉＞スペシャルCD 2015夏、冬（8月、12月）

2016年
- MiMiRu-☆と慎ちゃんのRINGO de BINGO!（8月14日）
- ＜音泉＞スペシャルCD 2016夏（8月）

### 映像商品
- SHUFFLE! LIVE Only for you（2006年2月24日）
- Live in TOKYO かぶら2008（2008年8月6日）
- Live in TOKYO かぶら2009（2009年10月30日）
- TYPE-MOON Fes. -10TH ANNIVERSARY EVENT-（2013年1月16日）

### 舞台
- Matsu-Ragi丸第一回公演 朗読ミュージカル「ZWEI〜Rein carnation〜」[30]（2018年10月6・7日、武蔵野芸能劇場）- 魔界の女王様 役

### その他
- アニメTVモバイル 着ボイス
- 通販DJ（ナレーション）
- 目撃!ドキュン（ボイスオーバー）
- CM「三菱ダイヤモンドトロン」
- 忙しい人のための幻想郷シリーズ（風見幽香）

## ディスコグラフィ

### キャラクターソング
| 発売日   | 商品名 | 歌 | 楽曲                                  | 備考                                                             |
| 2003年   | 2003年 | 2003年 | 2003年                                | 2003年                                                           |
| -------- | --- | --- | ------------------------------------- | ---------------------------------------------------------------- |
| 7月24日  | わがまま☆フェアリー ミルモでポン! デュエットシリーズ 3 ヤシチ&安純                                                                   | 日高安純（ひと美） | 「恋のオーレ!」                       | テレビアニメ『わがまま☆フェアリー ミルモでポン!』関連曲          |
| 7月24日  | わがまま☆フェアリー ミルモでポン! デュエットシリーズ 3 ヤシチ&安純                                                                   | 日高安純（ひと美）、ヤシチ（ゆきじ） | 「「ゴメンなさい」は魔法の言葉！」    | テレビアニメ『わがまま☆フェアリー ミルモでポン!』関連曲          |
| 2004年   | | |                                       |                                                                  |
| 7月14日  | わがまま☆フェアリー ミルモでポン! キャラクターソングシリーズ2〜ミルモ・ヤシチ・かえで・あずみ・アフロ先生・超能力少年サトル・Pマン〜 | 南楓（中原麻衣）、日高安純（ひと美） | 「あなたがいるから〜かえで&あずみ〜」 | テレビアニメ『わがまま☆フェアリー ミルモでポン!』関連曲          |
| 10月27日 | SHUFFLE! キャラクターイメージヴォーカルアルバム シャッフルタイム                                                                     | プリムラ（ひと美） | 「まじかる☆パワーステーション」       | テレビアニメ『SHUFFLE! MEMORIES』第6話・第11話エンディングテーマ |
| 12月8日  | わがまま☆フェアリー ミルモでポン! キャラクターソングシリーズ3〜ミルモ・イカス・タコス・かえで・ゆうき・あずみ・まつたけ〜            | 南楓（中原麻衣）、結木摂（徳本恭敏）、日高安純（ひと美）、松竹香（保志総一朗）                                                                           | 「Ring Ring Christmas」               | テレビアニメ『わがまま☆フェアリー ミルモでポン!』関連曲          |
| 2006年   | | |                                       |                                                                  |
| 1月12日  | キャラジオCD SHUFFLE! バーベナ学園放送部vol.4                                                                                        | リシアンサス（あおきさやか）、ネリネ（永見はるか）、芙蓉楓（後藤邑子）、時雨亜沙（伊藤美紀）、プリムラ（ひと美）                                         | 「Smile Smile」                       | 『』オープニングテーマ                                           |
| 2月8日   | キャラジオCD SHUFFLE! バーベナ学園放送部vol.5                                                                                        | リシアンサス（あおきさやか）、ネリネ（永見はるか）、芙蓉楓（後藤邑子）、時雨亜沙（伊藤美紀）、プリムラ（ひと美）、土見稟（杉田智和）、緑葉樹（荻原秀樹） | 「Smile Smile」                       | 『』オープニングテーマ                                           |
| 3月24日  | SHUFFLE! ON THE STAGE Character Vocal Album                                                                                          | プリムラ（ひと美） | 「メリーゴーランド」                  | ゲーム『SHUFFLE! ON THE STAGE』関連曲                            |
| 2007年   | | |                                       |                                                                  |
| 4月11日  | SHUFFLE! MEMORIES CHARACTER SONG ALBUM                                                                                               | プリムラ（ひと美） | 「pureness」                          | テレビアニメ『SHUFFLE! MEMORIES』第6話・第11話オープニングテーマ |
| 7月4日   | この青空に約束を―〜ようこそつぐみ寮へ〜 Character Song CD Series Vol.5 藤村静                                                        | 藤村静（ひと美） | 「you…」                              | テレビアニメ『この青空に約束を―〜ようこそつぐみ寮へ〜』関連曲    |
| 2008年   | | |                                       |                                                                  |
| 6月25日  | 君が主で執事が俺で キャラクターソングミニアルバム&トークCD                                                                           | 上杉美鳩（ひと美） | 「キミのとなり」                      | テレビアニメ『君が主で執事が俺で』関連曲                         |

### その他参加楽曲
| 発売日         | 商品名                                                     | 歌 | 楽曲                              | 備考                                               |
| 1997年         | 1997年                                                     | 1997年 | 1997年                            | 1997年                                             |
| -------------- | ---------------------------------------------------------- | --- | --------------------------------- | -------------------------------------------------- |
| 12月17日       | 真冬の流れ星                                               | WITH YOU | 「真冬の流れ星」 「みどりのほし」 |                                                    |
| 2012年         |                                                            | |                                   |                                                    |
| 12月31日       | 魔女っ娘戦隊MiMiRu-☆vol,1                                  | MiMiRu-☆ | 「Fly High!」                     | ドラマCD『魔女っ娘戦隊MiMiRu-☆』オープニングテーマ |
| 12月31日       | 魔女っ娘戦隊MiMiRu-☆vol,1                                  | MiMiRu-☆ | 「愛の戦士MiMiRu-☆」              | ドラマCD『魔女っ娘戦隊MiMiRu-☆』エンディングテーマ |
| 201？年        |                                                            | |                                   |                                                    |
|                | 魔女っ娘戦隊MiMiRu-☆vol,2                                  | ひとみ（ひと美） | 「可愛い子猫にも牙がある」        |                                                    |
|                | 魔女っ娘戦隊MiMiRu-☆vol,3                                  | MiMiRu-☆ | 「絆のパワー」                    |                                                    |
| 2014年         |                                                            | |                                   |                                                    |
| 6月6日先行販売 | 月虹歌劇団 2nd Stage ドラマ＆ボーカルCD 恋文〜LoveLetter〜 | ひと美 | 「ありがとう」                    |                                                    |
| 2015年         |                                                            | |                                   |                                                    |
| 10月5日        | 太陽に向かって                                             | MiMiRu-☆ | 「太陽に向かって」                |                                                    |
| 2016年         |                                                            | |                                   |                                                    |
| 12月           | 魔女っ娘戦隊MiMiRu-☆vol,4                                  | MiMiRu-☆合唱団 | 「旅立ちの歌」                    |                                                    |
| 2018年         |                                                            | |                                   |                                                    |
| 10月6日        | ZWEI〜Rein carnation〜                                     | 一条和矢、いのくちゆか、岡野浩介、小田久史、河原木志穂、楠田敏之、武田華、はらさわ晃綺、ひと美、藤丸亮、本多諒太、松本さち、み〜こ、水野愛日、村井理沙子 | 「ZWEI〜Rein carnation〜」        | 朗読ミュージカル『ZWEI〜Rein carnation〜』主題歌   |
| 2022年         |                                                            | |                                   |                                                    |
| 12月22日       | はたとせ                                                   | can/goo feat.白石涼子 ひと美 | 「記念日 feat.白石涼子 ひと美」   | can/gooデビュー20周年記念メモリアルアルバム        |

### シリーズ一覧
1. ↑  第1期（1999年）、第2期『2』（1999年）
2. ↑  第1期（2002年 - 2003年）、第2期『ごおるでん』（2003年 - 2004年）、第3期『わんだほう』（2004年 - 2005年）、第4期『ちゃあみんぐ』（2005年）
3. ↑  第1期（2005年 - 2006年）、第2期『memories』（2007年）
4. ↑  第1期（2008年）、第3期『真・恋姫†無双 乙女大乱』（2010年）
5. ↑  『Re・ACT』（2004年）、『Act Cadenza』（2005年）、『Actress Again』（2008年）、『Actress Again Current Code』（2010年）

1. ↑  ひと美名義のアダルトアニメ。
2. ↑  ひと美名義のアダルトゲーム。
3. ↑  Ver1.2で追加。

### ユニットメンバー
1. 1 2 3  ひと美、竹間千ノ美、キドカヲル